# Matanui
Matanui is een geslacht van de familie van drievinslijmvissen (Tripterygiidae) en kent 2 soorten.

## Taxonomie
Het geslacht kent de volgende soorten:
- Matanui bathytaton - Hardy 1989, 1989[2]
- Matanui profundum -  (Fricke & Roberts 1994)

Acanthanectes · Apopterygion · Axoclinus · Bellapiscis · Blennodon · Brachynectes · Ceratobregma · Cremnochorites · Crocodilichthys · Cryptichthys · Enneanectes · Enneapterygius · Forsterygion · Gilloblennius · Helcogramma · Helcogrammoides · Karalepis · Lepidoblennius · Lepidonectes · Matanui · Norfolkia · Notoclinops · Notoclinus · Ruanoho · Springerichthys · Trianectes · Trinorfolkia · Tripterygion · Ucla xenogrammus